# Miles Gloriosus
Miles Gloriosus (Kapitein Snoever) is een blijspel van de Latijnse dichter Titus Maccius Plautus.

## Samenvatting
Pyrgopolynices is een potsierlijke militair die voortdurend opschept over zijn grootse wapenfeiten, en die bovendien in de mening verkeert dat alle vrouwen op hem verliefd zijn. Als hij het liefje van de Athener Pseusicles (d.i. letterlijk "Beruchte Leugenaar") heeft ontvoerd, neemt deze zijn intrek bij een vriend die toevallig de buurman van Pyrgopolynices blijkt te zijn. Door allerhande knepen en fratsen wordt zijn geliefde hem afhandig gemaakt, omdat men hem wijsmaakt dat een hooggeplaatste dame smoorverliefd op hem is. Als hij zich daarop naar het huis van zijn vermeende bewonderaarster begeeft, wordt hij door haar huispersoneel op een pak slaag onthaald. Het is het type van de komedie over een opschepperige blaaskaak, die de klappen krijgt waar hij om vraagt.